# Alexandru Vlahuță (gmina)
Alexandru Vlahuță – gmina w Rumunii, w okręgu Vaslui. Obejmuje miejscowości Alexandru Vlahuță, Buda, Ghicani i Morăreni. W 2011 roku liczyła 1550 mieszkańców.